# Rodney Davis
Rodney Lee Davis, né le 5 janvier 1970 à Des Moines (Iowa), est un homme politique américain, membre du Parti républicain.
Conseiller politique du secrétaire d'État de l'Illinois George Ryan en fonction de 1991 à 1999, il échoue en 1996 à entrer à l'Assemblée générale de l'Illinois. En 1998, Davis supervise la campagne pour la première réélection du représentant fédéral John Shimkus. Suivant la victoire de ce dernier, il intègre son équipe.
Davis est élu en 2012 dans le treizième district de l'État à la Chambre des représentants des États-Unis et réélu en 2014, 2016, 2018 et 2020.